# Cryphoeca thaleri
Cryphoeca thaleri là một loài nhện trong họ Hahniidae.
Loài này thuộc chi Cryphoeca. Cryphoeca thaleri được Jörg Wunderlich miêu tả năm 1995.